# (197845) Michaelvincent
(197845) Michaelvincent est un astéroïde de la ceinture principale.

## Description
(197845) Michaelvincent est un astéroïde de la ceinture principale. Il fut découvert le 14 août 2004 à Cerro Tololo par Marc William Buie. Il présente une orbite caractérisée par un demi-grand axe de 2,49 UA, une excentricité de 0,18 et une inclinaison de 6,4° par rapport à l'écliptique.